# Innovación social
La innovación social es un término utilizado para referirse a un conjunto de soluciones innovadoras a problemas sociales y ambientales. Existe una creciente discusión acerca de su definición y alcances, lo que ha dado lugar a diferentes interpretaciones y enfoques metodológicos. A menudo se le confunde con el concepto de emprendimiento social, pero, aunque vinculados, la innovación social no siempre se desarrolla por medio del emprendimiento (puede ser, por ejemplo, una política pública).

## Definición
De acuerdo con la Stanford Graduate School of Business innovación social es una solución nueva a un problema social la cual es más efectiva, eficiente, sustentable o justa que la solución actual cuyo valor agregado aporta principalmente a la sociedad como un todo en lugar de únicamente a los individuos. Innovación social se define como nuevas ideas (productos, servicios y modelos) que simultáneamente satisface necesidades sociales y crean nuevas relaciones de colaboración. También se define a la innovación social como actividades y servicios que son motivados por una meta para satisfacer necesidades sociales o que son principalmente desarrolladas a través de organizaciones cuyo propósito principal es social.
Según Herrero de Egaña B. la innovación social se define como "formas nuevas o novedosas que tiene la sociedad, de hacer frente a los retos sociales relevantes (RSR), que son más eficaces, eficientes y sostenibles o que generan mayor impacto que las precedentes y que contribuyen a hacerla más fuerte y articulada".
Según Howaldt y Schwarz, el término innovación social se refiere a un proceso de creación, implementación y difusión de nuevas prácticas sociales en áreas muy diferentes de la sociedad. En la investigación sobre innovación, se habla de cómo las innovaciones técnicas surgen de las innovaciones sociales y viceversa. Hoy en día se discute sobre qué elementos hacen que una innovación sea social y qué entendemos cuando hablamos de 'bien para la sociedad'. Asimismo, las innovaciones sociales están adquiriendo una creciente importancia para el análisis de la sociedad y la política pública. Por esta razón este tipo de innovación se ha convertido en una alternativa de prosperidad nacional, tanto de forma individual como colectiva ya que es producto de la investigación y el desarrollo económico que busca el mejoramiento o procesos que tienen el fin de solucionar problemas dentro de la sociedad. Sin embargo la innovación social no es necesariamente la creación de una idea completamente nueva, sino se trata más bien de una reorganización de los elementos existentes para obtener un mejor provecho de ellos con el fin de mejorar áreas de la vida cotidiana. En los últimos años este concepto es cada vez de uso más frecuente con lo que consolida la idea de que un esfuerzo de innovación resulta hoy un factor clave para mejorar la competitividad. Este factor es tenido en cuenta y aplicable en todos los sectores, empresas, instituciones y organismos, ya sean subvencionados, públicos o privados.
Innovación social ha sido definido por múltiples autores, reconocidos en el mundo de los negocios, la política y la economía mundial y desde ya hace un par de décadas o más. Por ejemplo, Benoît Lévesque junto con Paul R. Bélanger del Centre de Recherche sur les Innovations Sociales (CRISES) en 1986 en Canadá, resuelven que “la innovación social es vista como los cambios sociales que se producen en tres áreas complementarias: el territorio, la calidad de vida de sus habitantes, junto a las condiciones de trabajo y empleo”.
Por su parte, en el trabajo Les innovations sociales, de J. L. Chambón, A. David y J. M. Devevey en 1982, definen la innovación social como aquellas 'prácticas que más o menos directamente posibilitan que un individuo o un grupo responda a una necesidad o a un conjunto de necesidades sociales no satisfechas'. 
Desde la experiencia chilena de "Innovación Social, Consolidación Modelo Multihélice en la Región de Antofagasta", de Emilio Ricci y Roberto Concha se complementa la definición tradicional de “soluciones innovadoras a problemas sociales y ambientales”, agregando "y que se gesta a partir de la aceleración de las crisis mundiales, el aumento de las desigualdades, la diversidad cultural; problemáticas sociales en particular, que requieren urgentes soluciones con novedosas aplicaciones".
Así como autores han estudiado e investigado sobre este tema, existen gran número de organizaciones a nivel mundial que se dedican a ejercer las acciones destinadas a la innovación social tales como programas, talleres, trabajos de campo y consultoría a grandes empresas, con el ánimo de hacer más robusto este concepto y aplicarlo para generar valor social. Asimismo, hay organizaciones dedicadas al desarrollo teórico de diversas áreas de estudio relacionadas con la innovación social, como por ejemplo modelos para la generación de valor social, modelos de negocio de innovación social, esquemas ambientales y gubernamentales entre otros.

### Economía social emergente e innovación
Esta economía social emergente se describe en función de que combina características que son muy diferentes de las economías basadas en la producción y el consumo de materias primas. Sus características clave incluyen:
- El uso intensivo de las redes distribuidas de sostener y manejar relaciones, ayudados por la banda ancha, móvil y otros medios de comunicación.
- Límites tenues entre la producción y el consumo.
- Un énfasis en la colaboración y en repetidas interacciones, cuidado y mantenimiento en lugar de una sola vez el consumo.
- Un papel importante de los valores y las misiones.[3]

Gran parte de esta economía se forma alrededor de los sistemas de distribución, en lugar de estructuras centralizadas. Maneja una complejidad no medida por la estandarización y simplificación central, sino mediante la compleja distribución de los márgenes considerando desde los agentes locales, los trabajadores de las plantas de producción e incluso a los consumidores, de esta forma el papel que los consumidores juegan cambia de un rol pasivo a activo por derecho propio y las compras al menudeo que han sido emitidas como punto final del proceso de la producción en masa, se redefinen como parte de un proceso circular de la producción doméstica y la reproducción, creando multiplicidad de nichos de consumo. 
Este giro es lo que ha llevado a la animada innovación en torno a la personalización; un nuevo mundo rico en información y retroalimentación. 
La innovación social es distintiva tanto en sus resultados como en sus relaciones, en las nuevas formas de cooperación y colaboración que trae. Las organizaciones, empresa, cooperativas, etcétera,  muestran un campo que está lidiando con la manera de escapar de las mismas limitaciones organizacionales con el fin de hacer la innovación abierta y social al involucrar a los usuarios en sus procesos, publicar ideas, y acoger respuestas de cualquier persona; al mismo tiempo las coaliciones y redes entre esas organizaciones se convierten en elementos clave para lograr cambios exitosos animando cada vez más el interés en cómo la innovación puede ser mejor apoyada, orquestada y aprovechada para acelerar la invención y la adopción de mejores soluciones.

### Innovación Social desde la producción cultural
Para los países en desarrollo, la exportación de sus bienes y servicios culturales constituye una excelente forma de generar empleo y divisas. Fortaleciendo la identidad al enriquecerse en el enfrentamiento con otras culturas, es en el intercambio y la evidencia de la diversidad, donde la innovación social alcanza su verdadero significado. Estos intercambios tanto internamente como a las partes interesadas externa las comunidades, aumentan la pluralidad y tienen un efecto cuantificable en el capital cultural, ambiental y social. En esta transdisciplinariedad de saberes se diseñan proyectos dentro de un universo de sentido en el que las disciplinas son campos en diálogo e inclusión de otras acciones con nuevos fines. Por lo tanto las acciones de innovación social van más allá de la monetización del impacto social, en términos financieros, ya que de alguna manera se espera que a futuro se logre transformar el sentido. Aunque persisten visiones, convencionalismos perceptivos, así como también esquemas organizacionales obsoletos, también emergen soluciones innovadoras a retos globales urgentes (Suárez, 2019).

## Elementos conceptuales
Para desarrollar el concepto de Innovación social, se debe realizar una aproximación al contexto del significado de la expresión compuesta en cada uno de sus componentes. Al realizar esta aproximación se tiene para la innovación en sí misma, según la conceptualización del Manual de Oslo, que: 
Se entiende por innovación la concepción e implantación de cambios significativos en el producto, el proceso, el marketing o la organización de la empresa con el propósito de mejorar los resultados. Los cambios innovadores se realizan mediante la aplicación de nuevos conocimientos y tecnología que pueden ser desarrollados internamente, en colaboración externa o adquiridos mediante servicios de asesoramiento o por compra de tecnología. 
Esto en sí mismo implica que para ser considerada como innovación, debe de existir un cambio significativo en un bien o servicio, pero si bien el problema en sí mismo de esta situación es de alguna manera relativamente fácil de referenciar en una empresa, ¿cómo se evidencia en lo social? De esta manera, el sentido que se aplicaba al término de "innovación" sólo guardaba relación con la innovación tecnológica y de procesos, centrada, principalmente, en el sector manufacturero industrial. Al realizar la profundización del significado de la expresión social se tiene que es aquello perteneciente o es relativo a la sociedad (Gershuny, 1983). Recordando que se entiende por sociedad al conjunto de individuos que comparten una misma cultura y que interactúan entre sí para conformar una comunidad, para poder hablar de innovación social se debe partir en una comunidad de sus valores entrópicos para generar un cambio significativo. Es decir, que toda innovación social se da por sí solo cuando hay un delta en la Cultura de una Comunidad, lo cual en términos matemáticos se podría definir así:
iS = ΔC Ecuación innovación Social
Al profundizar sobre lo que en sí corresponde a cultura se tomó como referencia la definición de Mosterín (1994) la cual define la cultura como la información transmitida por aprendizaje social entre animales de la misma especie; es decir, que la variación de la cultura está supeditada a la variación del aprendizaje social, el cual está ligado al aprendizaje cognitivo y conductual (Bandura, 2009), por tanto el sujeto en sí mismo se transforma en el ladrillo del tejido social. Al transformar esta condición en una definición de variables se tiene que:
iS = ΔAprendizaje Cognitivo + ΔAprendizaje Social Ecuación innovación Social Desde los Niveles de Aprendizaje